# داريو مارتن
داريو مارتن (19 يناير 1903 بينيرولو إيطاليا - 21 يونيو 1952 بينيرولو إيطاليا) هو لاعب كرة قدم إيطالي سابق كان يلعب كلاعب وسط.

## وصلات خارجية
- داريو مارتن على موقع قاعدة بيانات كرة القدم.إي يو (الإنجليزية)
- داريو مارتن على موقع ناشيونال فوتبول تيمز (الإنجليزية)